# Ókori görög pankráció
Az ókori görög pankráció (újgörög παγκράτιον, azaz „minden erő” – πᾶν + κράτος) az ógörög sport egyik sportága, a pánhellén játékok versenyeinek állandó szereplője a klasszikus korban i. e. 648-tól. Nem azonos a mai pankrációval, amit más nyelveken nem is pankrációnak, hanem wrestlingnek neveznek, sőt nem is hasonlít hozzá, inkább a mai szabadfogású birkózás előzménye. Tulajdonképpen az ókori görög birkózás (palé) és az ókori görög ökölvívás (pügmé) összetett versenyszáma, amiről azt tartották, hogy a harcosok legjobb sportja. Volt azonban más vélemény is, Philosztratosz szerint a pankrátor a legjobb ökölvívó a birkózók között és a legjobb birkózó az ökölvívók között. Platón a csonka ökölvívás és a csonka birkózás összekapcsolásának tartotta.
Az olümpiai játékok utolsóként bevezetett sportága. A küzdelemben minden megengedett volt, ami az ökölvívásban és a birkózásban szabályos, kivéve az ökölvívók kézszíjait, mivel e sportágban ősi módon csupasz ököllel harcoltak. Csak a szemre és a nemi szervekre nem lehetett ütni, a test-test elleni küzdelemben nem lehetett harapni és karmolni. A küzdelem addig tartott, amíg valamelyik fél harcképtelenné nem vált. Ezt elérhették kiütéssel vagy földre szorítással, ízületfeszítésekkel – amelyek nem ritkán törésekkel végződtek, sőt egy teljesen szabályos mérkőzés után a kétszeres pankrációbajnok, Arrhakhión holtan maradt a ringben. Nem volt szabálytalan a leszorított ellenfél ütése sem, ebben a mai, busido néven is ismert PFC-re hasonlít. A szabálytalankodókat a bírók vesszőcsapásokkal figyelmeztették. Plutarkhosz feljegyezte, hogy az athéni gümnaszionban Alkibiadész megharapta ellenfelét. Szósztratészt és Leóntikoszt „ujjtördelőnek” (akrokherszitész) nevezték módszereik miatt.
A pankráció is két alapvető változattal bírt, mint a birkózás, az egyenes tartású (anó vagy orthosztaden) és a „föld szintjén folyó” (kató). Nem voltak menetek, időkorlátozás, nem ismerték a súlycsoportokat sem. Egyetlen korlátozás a „fiúk” és „férfiak” elkülönítése volt.
A mai sportok egyike sem származtatható közvetlenül az ókori pankrációból. A magyarul pankrációnak nevezett wrestling bizonyos mértékben hasonlít hozzá, de annak színpadiassága és a könyökütések nélkül. A többi mai küzdősport, ahol ütés és földharc is lehetséges, szinte mindegyikében megengedett rúgás is, amit az ókoriban nem volt, hiszen az ökölvívás sem ismerte a rúgást.